# Ludwik Walenty Nast
Ludwik Walenty Nast (ur. 1838, zm. 1887) – warszawski złotnik.

## Życiorys
Urodził się w 1838 w rodzinie warszawskiego złotnika Ludwika Bernarda (1801-1838). W 1854 otrzymał tytuł czeladnika w warsztacie swojego ojca. W 1869 zdobył tytuł mistrza cechowego i został właścicielem firmy, którą od śmierci ojca prowadziła jego matka Julianna. W latach 80 XIX wieku pełnił funkcję starszego cechu złotników. 
Zmarł w 1887.